# Wenceslao Oñate
Wenceslao Oñate (Estella, España, 28 de septiembre de 1841 - Bui Chu, Vietnam, 23 de junio de 1897) fue un sacerdote dominico y obispo católico español, vicario apostólico de Tonkin Central.

## Biografía
Estudió en el seminario de Pamplona. Ingresó en el noviciado dominico de Ocaña el año 1861. Jefe de la expedición misionera a Filipinas en 1869. Su actividad misionera en Tonkin se desarrolló en el período 1869-1897. 

### Episcopado

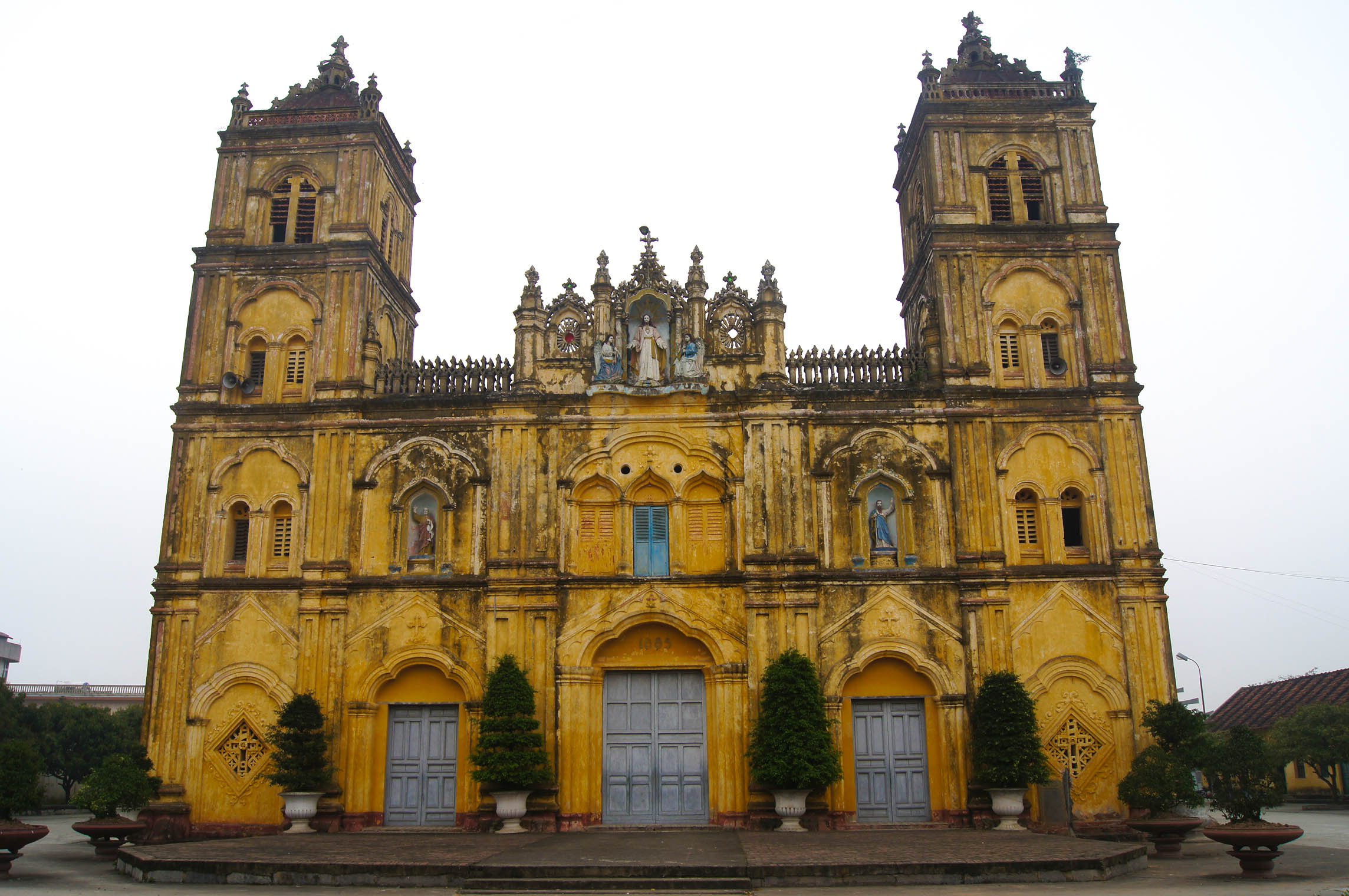
Catedral de Bui Chu, provincia de Nam Dinh (Vietnam)

El 25 de septiembre de 1882 recibió su nombramiento episcopal y fue consagrado el 21 de octubre de 1883. Había fundado colegios y el seminario para el Clero Indígena, cursándose en ellos el bachillerato. Contaba también con un médico catequista. La irrupción francesa de 1883 desató la persecución. Pero su labor prosigue, habiendo realizado, en 1884, 14.711 confirmaciones. En 1887 realiza un ensayo de Cáritas Diocesana con los cristianos perseguidos e instituye el rescate de los niños abandonados. 

### Catedral de Bui Chu
En 1885 mandó construir la catedral de Bui Chu una construcción que «contiene muchos detalles arquitectónicos valiosos y unos interiores especiales. Algunas iglesias pequeñas pueden tener detalles hispanos en Vietnam, pero ninguna gran iglesia tiene características similares. Es una pieza única» en palabras de la profesora en la Universidad de Arquitectura de Ho Chi Minh. Es la única iglesia barroca de Vietnam que, en principio, está condenada a desaparecer. El edificio tiene 78 metros de longitud, 22 metros de anchura, con una altura de 15 metros además de dos torres imponentes de 35 metros cada una.

### Fallecimiento
Fallece en Bui Chu, provincia de Nam Dinh, el 23 de junio de 1897. 
Había desempeñado además otros cargos: maestro de Mística en el noviciado de Ocaña; rector y profesor de estudios teológicos y provincial de la Orden Dominicana. 

## Premios y reconocimientos
- 29 de julio de 1889 recibió la condecoración de la Imperial Orden Anamita del Dragón Verde.
- El Ayuntamiento de Estella le dedicó una céntrica calle llamada Fray Wenceslao de Oñate, que parte de la plaza de Santiago y llega hasta la plaza de los Fueros.[4]